# Вандан (хребет)
Вандан — низкогорный массив останцового типа, расположенный в северо-восточной части Среднеамурской низменности с отметками около 50—70 м ВУМ, территорию хребта включает в свой состав Хабаровский край.

## География
Массив начинается в 40 км к северу от Хабаровска. Тянется на 120 километров в длину и на 60 км в ширину. С севера к нему примыкает небольшой хребет Сагдаян. Оба хребта с севера ограничивает сильно заболоченная долина реки Кур. Крупнейший населённый пункт — Литовко (с хуторами Украинка и Лесной) Амурского района расположен у северных предгорий, поселение Джелюмкен — у южных. Хребет популярен как место походов для жителей Хабаровска, из которого до Литовко можно добраться по железной дороге. Помимо высшей точки (г. Еловая — 848 м ВУМ) выделяются также следующие вершины (Чёрная — 707, Острая — 771, Форель Новая — 779, Южный Вандан — 735 м ВУМ). Здесь также находится одно из крупнейших месторождений марганцевых руд Дальнего Востока, залежи которого перспективны с точки зрения изготовления минеральных удобрений

## Гидрография

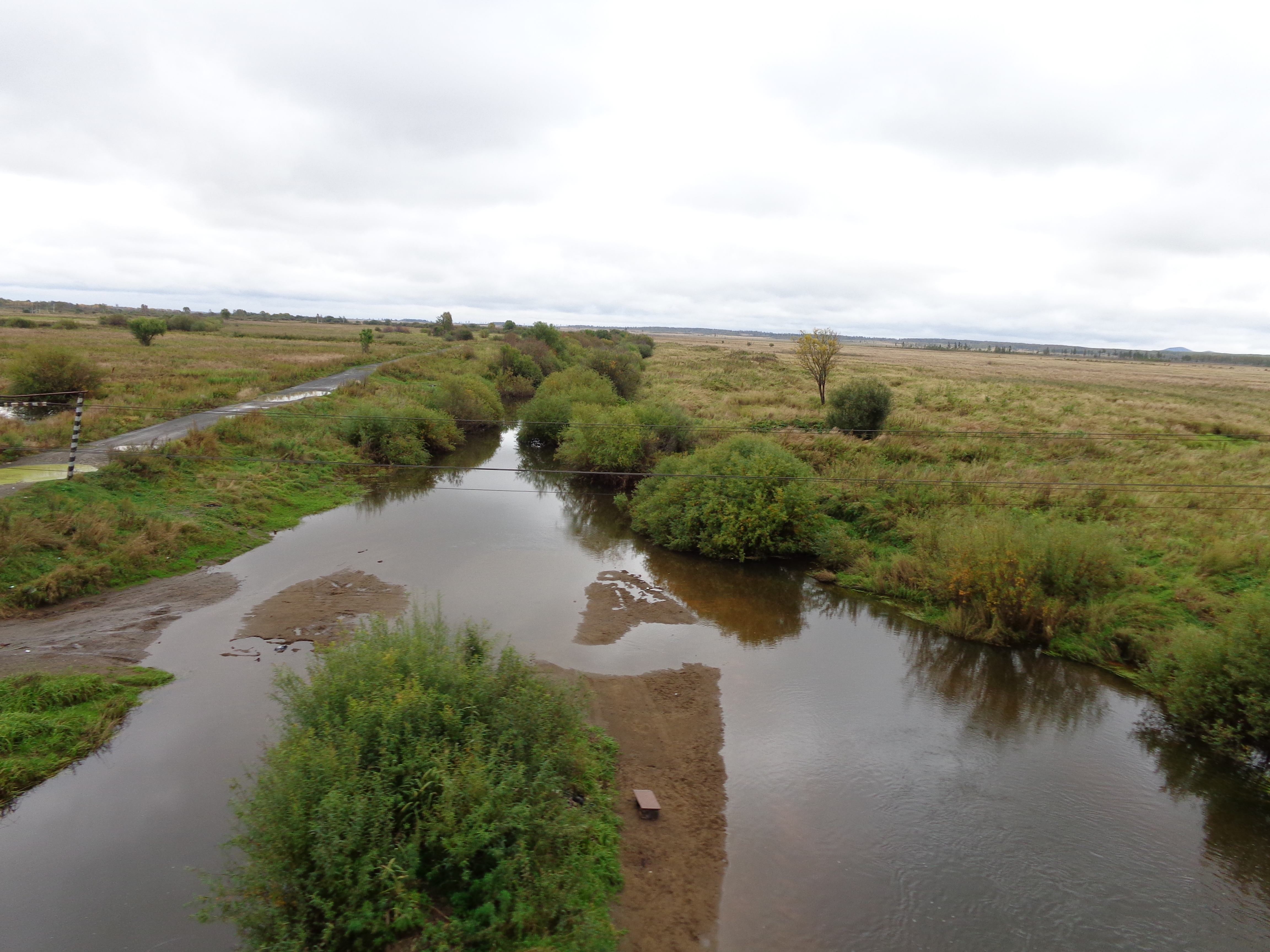
Река Дирга в окрестностях посёлка Литовко, вид с железнодорожного моста.

На склонах хребта берёт начало большое количество рек и ручьёв бассейна реки Амур. К ним относятся реки Дирга, Тон, Судунга, Сагдаян, Донкан, Громохта, Маревая, Урга, Помако, Большой Джелюмкен, Средний Джелюмкен, Шокма, Форель, Золотой Ключ и другие.

## Флора и фауна
В нижнем ярусе хребта преобладают широколиственные леса муссонного типа, на высотах свыше 500 м их сменяют хвойные. Из животных здесь обитают изюбрь, кабан, бурый медведь, бурундук. Распространены клещи. Тетеревиные тока массово проходят на склонах хребта и на примыкающих к ним участках долины рек. Автомобильные дороги в р-не хребта отсутствуют, поэтому он практически не испытал на себе антропогенного воздействия со стороны Хабаровской агломерации.